# Sigismondo d’India
Sigismondo d’India (* 1582 wahrscheinlich auf Sizilien; † vor dem 19. April 1629 wahrscheinlich in Modena) war ein italienischer Komponist vor allem von weltlichen Werken wie Madrigalen, Villanellen und Motetten. Er wirkte unter anderem als Kammermusikdirektor in Turin. Mit seinen radikalen Neuerungen in Harmonie und Melodik gilt er als einer der Wegbereiter des Übergangs von der Renaissance- zur Barockmusik.

## Leben
Über seine Familie ist nichts bekannt. Er stammt aber aus Sizilien, wahrscheinlich aus Palermo, d’India ist ein dort häufig anzutreffender Familienname. Schon in jungen Jahren wird er nach Neapel gegangen sein, wo er sich selbst „Edler von Palermo“ nannte. Von Neapel gibt es auch Aufzeichnungen über einen Don Carlo d’India, vermutlich sein Vater oder ein enger Verwandter. Er genoss dort mit anderen Schülern wie Gesualdo, Ascanio Mayone (ca. 1570–1627) und Trabaci eine musikalische Ausbildung bei Giovanni de Macque, der um 1585 nach dort gekommen sein dürfte.
Im ersten Jahrzehnt des 17. Jahrhunderts reiste d’India nach Nord- und Mittelitalien, um einige der wichtigsten Gerichte der Städte Mantua, Florenz und Rom aufzusuchen. Warum, ist heute nicht mehr nachzuvollziehen; möglicherweise hatte er eine politische oder diplomatische Mission. 1608 lebte er in Florenz, 1611 übersiedelte er nach Turin, um als Leiter der Kammermusik am Hofe des Herzogs von Savoyen in den Dienst von Karl Emanuel I. zu gehen. Er verschrieb sich ganz dem Komponieren von Musik für die prächtigen Feste am Hof, ein Zeugnis, das der Nachwelt beispielsweise durch seine Musiche e Balli a quattro voci (Venedig, 1621) erhalten blieb. Im Frühjahr 1623 jedoch verließ er eiligst die Stadt, um dem Aufkommen bösartigen Klatsches bei Gericht zu entkommen und einen Skandal zu vermeiden. Er fand Zuflucht am Hof von Alfonso II. d’Este, Prinz von Modena, der der Schwiegersohn des Herzogs von Savoyen war, und wurde danach nach Rom berufen. Dort nahm er für zwei Jahre Dienst bei dem Kardinal Moritz von Savoyen an, dem Sohn von Carlo Emanuele I. Im Winter 1626/27 wurde d’India zurück nach Modena vorgeladen, aber bald nach dem Tod von Isabella, der Ehefrau Alfonsos, kehrte er zurück nach Rom. Doch er quittierte danach den Dienst des Kardinals im Guten und kehrte zurück nach Modena, wo er seine letzten Jahre verbrachte. Unmittelbar bevor er die Anstellung bei Maximilian I., Kurfürst von Bayern, antreten konnte, starb er 1629.

## Werke
Zwischen 1606 und 1627 schrieb d’India insgesamt 18 Bücher mit polyphoner A-cappella-Vokalmusik: drei Bände von Motetten, acht Madrigalbände, zwei Villanelle alla Napolitana sowie fünf Bücher für eine oder zwei Singstimmen und Basso  continuo (etwa mit Chitarone) zum Teil mit Akkordgriffnotation für die Gitarre. Die acht Bücher der Musiche da canta solo sind zu seinen Lebzeiten nicht veröffentlicht worden, obwohl gerade sie nach heutiger Sicht das Neue im Werk d’Indias darstellen. Radikale Versuche der Chromatik und der Dissonanz sind darin epochale Errungenschaften. Manche Werke und Werkteile sind derart dramatisch, dass sie wie für die Oper komponiert wirken, obwohl d’India nie ein Werk dieser Gattung geschrieben hat. Er stand mit Monteverdi in Kontakt und wurde von ihm ermutigt und inspiriert; dieser bescheinigte ihm „radikalen Ideenreichtum“. Giulio Caccini empfahl ihm, den Weg weiterzugehen.

### Vertonung von Dramen
- La Zalizura dramma in musica testo di Filippo San Martino di Agliè (Turin 1611–1612, 1618 oder 1623)
- La caccia favola pastorale (Turin 1620)

### Madrigale
- Primo libro de’ madrigali a 5 voci (Mailand 1606)
- Secondo libro de’ madrigali a 5 voci (Venedig 1611)
- Terzo libro de’ madrigali a 5 voci con il suo basso continuato (Venedig 1615)
- Quarto libro de’ madrigali a 5 voci (Venedig 1616)
- Quinto libro de’ madrigali a 5 voci (Venedig 1616)
- Sesto libro de’ madrigali a 5 voci (verschollen)
- Settimo libro de’ madrigali a 5 voci (Rom 1624)
- Ottavo libro de’ madrigali a 5 voci con basso contuinuo (Rom 1624)

### Vokalkompositionen
- Villanelle alla napoletana a 3 voci libro I (Neapel 1608)
- Le musiche da cantar solo nel clavicordo, chitarrone, arpa doppia (Mailand 1609)
- Secondo libro delle villanelle alla napolitana a 3-4 voci (Neapel 1612)
- Le musiche a 2 voci (Mailand 1615)
- Le musiche … Libro III a 1 e 2 voci (Mailand 1618)
- Le musiche e balli a 4 voci con basso continuo (Venedig 1621)
- Le musiche a 1 et 2 voci libro IV (Venedig 1621)
- Le musiche a 1 voce Libro V (Venedig 1623)

### Geistliche Kompositionen
- S. Eustachio dramma sacro (Rom 1625)
- Liber secundus sacrorum concentuum 3-4 voci (Venedig 1610)
- Liber primus motectorum a 4 voci col basso seguente (Venedig 1627)
- La Missa Dominae clamavi ad Te 1626 (als Manuskript)

Darüber hinaus gibt es 66 Motetten in Sammelwerken.

## Rezeption
Von Sigismondo d’India sind keine Porträts überliefert. Ein römischer Korrespondent Alfonso d’Estes beschreibt ihn als „hässlich und schäbig gekleidet“, während der Herzog selbst anmerkte, dass er voll war von „guten Qualitäten und guten Manieren“.
Der Mangel an Originaldrucken ist als Grund anzusehen, warum Sigismondo d’India nicht den gleichen Ruhm genießt wie Gesualdo oder Claudio Monteverdi. Trotzdem sind zahlreiche Transkriptionen vorhanden und es gibt heute eine Reihe von Einspielungen auf Tonträgern.

## Diskografie
- Secular Vocal Music by Sigismondo d’India, Ensemble Elyma, Gino Nappo and Paola Ronchetti; Brilliant Classics 2008
- Sigismondo d’India: Voi Ch’Ascoltane – Lieder & Gesänge; auf Texte von Petrarca, Ferranti, Trabaci, Marino, Tasso u. a.; Ensemble Poiesis, Marion Fourquier (Harfe & Leitung), Label ZigZag  2003, 5821911
- First Book of Madrigals by Sigismondo d’India 1606, Edition Glossa La Venexiana 2001, 1740302
- The Emma Kirkeby Collection, Ensemble Hyperion; 1993
- Sigismondo d’India: Duetti, Lamenti e Madrigali; Concerto Vocale m. Judith Nelson, René Jacobs, Wieland Kuijken, Jaap ter Linden, William Christie und Konrad Junghänel, Harmonia Mundi 1990, 3149025043351